# Pietat al peu de la creu
La Pietat al peu de la creu és un oli sobre taula de 108,5 x 78,2 cm realitzat al voltant de l'any 1510 pel Mestre d’Artés, pintor anònim que ha estat identificat per la crítica amb Pere Cabanes. Va pertànyer a la predel·la del Retaule del Judici Final procedent de la capella dels Artés a la cartoixa de Porta Coeli, dins del municipi de Serra (València). Va passar al Museu de Belles Arts de València amb la Desamortització.

## Autoria de l'obra
Atribuït anteriorment a Roderic d'Osona, hui en dia es considera obra de l'anomenat Mestre d'Artés.
El Mestre d’Artés, identificat amb el pintor Pere Cabanes, fou un dels més destacats difusors de l'estil cuatrocentista italià. El primer registre que tenim de l’autor es un comprovant a Jaume Roig, comerciant de València, per 400 sous d'un altar que li va pintar amb dos figures: l'Àngel Custodi i Sant Sebastián, situat a l'església de Sant Joan, sobre el crucifix principal.
Una altra informació data del 7 de desembre de 1493, en la qual es va comprometre a crear un retaule per a la capella de la Generalitat amb la representació de la Mare de Déu i Jesús als seus braços, asseguts en una cadira i envoltats d'àngels, amb tres diputats principals i el síndic i l'escrivà agenollats "l'eclesiàstic amb capa de canonge, i el noble amb espasa al costat, i el ciutadà amb una capa de jurat". De l'altre costat està representat sant Jordi enfrontant al drac, mentres que en el costat esquerre apareix l'Àngel Custodi amb "el rat penat" i els símbols d'Aragó. En la punta del crucifix hi ha figures de Maria i sant Joan, i en les polseres estan representats diversos sants. El retaule, molt bell, va romandre en la capella de la Generalitat fins a 1615.
Pere Cabanes també va realitzar el retaule de l'església de Nostra Senyora de Jesús a València. En 1515, va acordar fer un contracte per a un altar pintat destinat a la viuda de Pere Català. El 16 de desembre de 1515, Damià Gonsalbes, Nicolau Falcó, i mestre Martí Cabanes, tots pintors de retaules, van firmar un acord amb els jurats de Bocairent per a construir un retaule a l'església de la vila. Este retaule inclouria una escultura de la Mare de Déu sostenint a Jesús en braços, de forma arredonida, i un tabernacle similar al de l'església de Sant Nicolás de València.
I el tabernacle és similar a l'altar major de l'església de Sant Tomàs. El 25 de setembre de 1521, va ser pintat un crucifix en la capella d'Enric d'Aragó per a reemplaçar un que havia sigut robat. En 1533 va crear un altar de sant Miguel Arcángel per al Portal Nou i va realitzar l'escultura de santa Elena en eixe mateix portal. En 1538 s'esmenta la seua participació en la creació de la pintura de les portes de l'altar de la Circumcisió en la catedral de València.

## Anàlisi estilística
Obra de gran qualitat i densa coloració, les influències del flamenquisme derivat de Bartolomé Bermejo i l'italianisme extret de Paolo de San Leocadio, van fer pensar que es tractava d'un oli eixit de les mans del mestre Roderic d'Osona, tal com apuntaven Tramoyeres, Tormo, Saralegui o Post, primerament. El tractament de la perspectiva així com altres característiques formals va fer pensar posteriorment a Post en favor del Mestre d'Artés, així com també ho faria Ximo Company.
Diverses singularitats formals reafirmen l’autoria d’aquesta obra atribuïda a Pere Cabanes: el tractament de la roba, amb plecs geomètrics que atorguen una textura lleugera, com si fos de paper; també el prim traçat que delimita les figures, l’aspecte lànguid i dèbil del cos de Crist o la ben aconseguida sensació de profunditat, amb un paisatge que va camuflant-se amb el cel del fons a mesura que es va allunyant, i amb altres figures humanes i animals que es fan cada vegada més petites. La il·luminació frontal i el vibrant contrast de colors donen protagonisme a les quatre figures del primer pla. Aquest contrast també ajuda a crear simetria en la composició, i així compensar la posició diagonal de Crist, sota la creu, i sobre la qual voletegen quatre àngels que creen una mena de composició equilibrada i rítmica basada en el color de la seva vestimenta, alternant blanc i un suau taronja.

## Iconografia
L’acció representada es la lamentació de Crist mort o La Pietat, episodi amb el qual culmina el cicle de la Passió de Crist, un tema amplament representat a la pintura gòtica valenciana del segle xv, per influència dels pintors italians i flamencs. La verge Maria, vestida de blau i vermell, sosté a Crist mort. Les dues figures dels costats representen Sant Joan evangelista i Maria Magdalena. La presència d’àngels a la part superior de la pintura emfatitza la importància espiritual dels esdeveniments i recorda que són servidors divins del pla de salvació.